# Biomolécula
Biomoléculas ou moléculas biológicas são  moléculas presentes nas células dos seres vivos e que participam da estrutura e dos processos bioquímicos dos organismos. Elas em geral são formadas por elementos como oxigênio, hidrogênio, carbono, nitrogênio, enxofre e fosforo, que são chamados de bioelementos.  
As biomoléculas podem ser classificadas como orgânicas e inorgânicas: 
- As biomoléculas orgânicas são aquelas que apresentam uma estrutura cuja base é o carbono e são sintetizadas pelos seres vivos, como as proteínas, vitaminas, hidratos de carbono, ácidos nucleicos e lipídeos.
- As biomoléculas inorgânicas são aquelas presentes tanto em seres vivos quanto em elementos inertes, como a água.

A água é uma biomolécula importante, responsável por 70% do peso total de uma célula. Além de ser o principal constituinte da célula, desempenha um papel fundamental na definição de suas estruturas e funções. Muitas vezes a estrutura ou a função de uma biomolécula depende de suas características de afinidade com a água, a saber: se a biomolécula é hidrofílica, hidrofóbica ou anfipática. A água é o meio ideal para a maioria das reações bioquímicas e é o fator primário de definição das complexas estruturas espaciais das macromoléculas.

## Macromoléculas

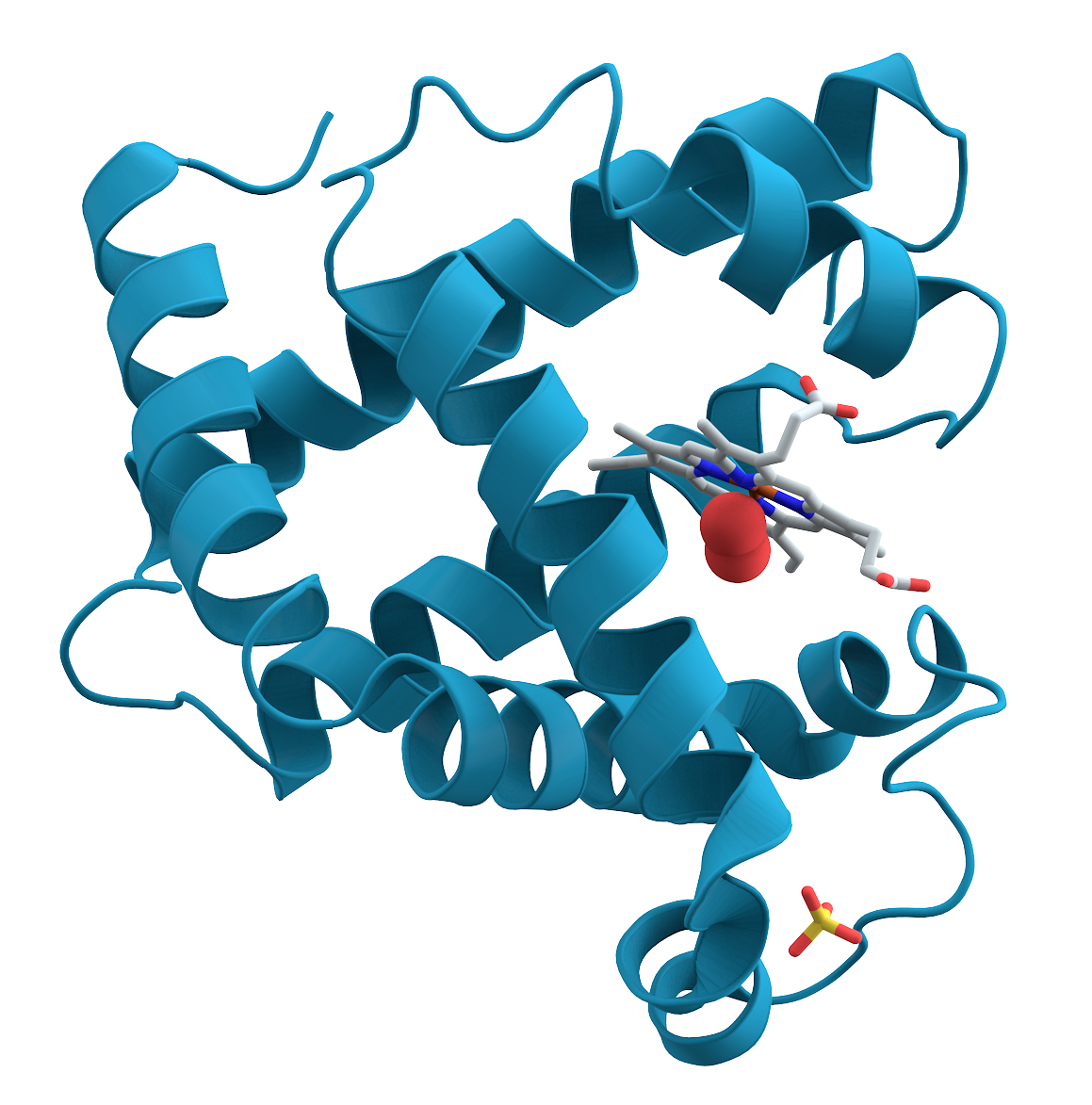
Estrutura tridimensional da proteína mioglobina

Macromoléculas são biomoléculas de alto peso molecular, muito grandes e quase sempre de estrutura química e espacial muito complexas. São sempre formadas a partir de "unidades fundamentais", ou seja, de moléculas menores e muito mais simples que funcionam como matéria prima para a construção das macromoléculas.
São classificadas em cinco grupos: 
- proteínas
- ácidos nucleicos
- carboidratos
- lipídios
- vitaminas

As proteínas constituem a maior fração da matéria viva e são as macromoléculas mais complexas; possuem inúmeras funções na célula e formam várias estruturas celulares, além de controlarem a entrada e saída de substâncias nas membranas. Têm importante papel na contração e movimentação dos músculos (actina e miosina), sustentação (colágeno), transporte de oxigênio (hemoglobina), na defesa do organismo (anticorpos ), na produção de hormônios e também atuam como catalisadores (as enzimas) de reações quimicas. 
Os ácidos nucléicos são as maiores macromoléculas da célula e  responsáveis pelo armazenamento e transmissão da informação genética.
Os carboidratos são os principais combustíveis celulares (reserva de energia); possuem também função estrutural e participam dos processos de reconhecimento celular e de formação dos ácidos nucleicos. Tipos de carboidratos:
- monossacarídeos, formados por 5 ou 6 carbonos. Principais exemplos: glicose, frutose, galactose e pentose.
- dissacarídeos, formados por dois monossacarídeos. Exemplos: sacarose (glicose+frutose); lactose (glicose+galactose);  maltose (glicose+glicose)
- polissacarídeos, formados por, pelo menos, três até milhares de monossacarídeos. Exemplo: amido, que é usado pelas plantas como reserva energética.

Os lipídios são formados a partir de ácidos graxos e álcool. Segundo a natureza do ácido graxo e do álcool que os formam, os lipídios podem ser classificados em quatro grandes grupos: 
- lipídios simples ou ternários são compostos apenas por átomos de carbono, hidrogênio e oxigênio.
- lipídios complexos ou compostos, além de possuírem os átomos presentes nos lipídios simples, apresentam átomos de outros elementos, como o fósforo.
- lipídios precursores, formados a partir da hidrólise de lipídios simples e complexos.
- derivados, formados após transformações metabólicas dos ácidos graxos.

Segundo o ponto de fusão, os lipídios classificam-se  em dois grandes grupos: as gorduras e os óleos. As gorduras são sólidas em temperatura ambiente e são produzidas por animais; seus ácidos graxos são constituídos de cadeias carbônicas  saturadas, isto é, cadeias em que os átomos de carbono apresentam ligações simples. Já os óleos são líquidos em temperatura ambiente e são fabricados por vegetais; seus ácidos graxos são formados por cadeias insaturadas, ou seja, cadeias que apresentam ligações duplas.
São a principal fonte de armazenamento de energia dos organismos e desempenham importante função na estrutura das membrana biológicas (fosfolipídios) e na composição dos hormônios e vitaminas. São biomoléculas hidrofóbicas. Principais funções dos lipídios:
- composição das membranas biológicas, que são formadas por fosfolipídios
- fornecimento de energia: cada grama de gordura libera cerca de 9Kcal (enquanto um  grama de carboidrato produz apenas 4 Kcal)
- precursores de hormônios esteroides (tais como testosterona, progesterona e estradiol) e de sais biliares, que atuam como detergentes, propiciando a absorção dos lipídios.
- transporte de vitaminas lipossolúveis, tais como a A, D, E e K.
- isolamento térmico e físico: proteção contra as baixas temperaturas e contra choques mecânicos
- impermeabilização de superfícies, evitando a desidratação, a exemplo das ceras encontradas nas superfícies dos frutos.

As vitaminas são macromoléculas que atuam como coenzimas, isto é, ativando enzimas responsáveis pelo metabolismo celular. Geralmente são hidrossolúveis. São   lipossolúveis as vitaminas A  (retinol), D (calciferol), E  (tocoferol) e K.